# Alfred Santell
Alfred Santell, nato Alfred Allen Santell (San Francisco, 14 settembre 1895 – Salinas, 19 giugno 1981), è stato un regista, sceneggiatore e produttore cinematografico statunitense.
Si firmava anche Alfred A. Santell o Al Santell.

## Biografia
Ex architetto (si era laureato alla Los Angeles University), cominciò a lavorare nel 1914 come factotum negli studi cinematografici della Lubin Manufacturing Company ma ben presto passò dietro alla macchina da presa, dirigendo molti cortometraggi a uno o due rulli di Mack Sennett e Hal Roach. 
Nella sua carriera diresse oltre sessanta film tra cui Sotto i ponti di New York (1936), presentato in concorso alla Mostra del cinema di Venezia del 1937.
Era sposato con l'attrice Jane Keithley che morì a soli 36 anni, lasciandolo vedovo. Santell si ritirò dalla professione due anni dopo la morte della moglie, nel 1946, dopo aver diretto un paio di B-movie per la Republic Pictures.
Morì il 19 giugno 1981 a Salinas, in California, all'età di 85 anni.

## Filmografia parziale

### Regista
- Beloved Rogues (1917)
- Efficiency Experts
- Bulls or Bullets
- The Bogus Bride
- A Misfit Millionaire
- The Deadly Doughnut
- Doubles and Troubles
- Hard Times in Hard Scrapple
- Bandit Beware!
- The Hobo Raid
- A Day Out of Jail
- Seaside Romeos
- Politics in Pumpkin Center
- The Boot and the Loot
- The Magic Jazz-Bo
- Whirlwind of Whiskers
- The Onion Magnate's Revenge
- A Bathtub Bandit
- Out of the Bag
- Vamping the Vamp (1918)
- At Swords' Point (1918)
- Pink Pajamas (1918)
- The Stolen Keyhole (1918)
- Main 1-2-3
- È suonata la libera uscita (Home, James) (1918)
- Some Job
- The Pursuing Package (1918)
- O, Susie Behave
- Stop, Cease, Hesitate
- Two Tired
- As You Were (1919)
- One Lovely Night
- Babies Is Babies
- Seeing Things (1919)
- Pills for Papa
- Rings and Things
- A Wild Night
- It Might Happen to You
- Hale and Hearty
- Wildcat Jordan
- The New Mama
- All at Sea (1922)
- High Flyers (1922)
- My Mistake (1922)
- West Is East
- Only a Husband
- Tin Knights in a Hallroom
- Monkeying Around
- Winner Take All (1923)
- Lights Out (1923)
- Fools in the Dark (1924)
- Empty Hearts
- The Man Who Played Square
- Breaking the Ice
- Parisian Nights
- The Marriage Whirl
- Classified (1925)
- Bluebeard's Seven Wives (1925)
- The Dancer of Paris
- Sweet Daddies (1926)
- Subway Sadie (1926)
- Just Another Blonde (1926)
- Il mio cuore aveva ragione (Orchids and Ermine) (1927)
- Ferro e fuoco (The Patent Leather Kid) (1927)
- Il Gorilla (The Gorilla) (1927)
- The Little Shepherd of Kingdom Come (1928)
- Wheel of Chance
- Lasciatemi ballare! (Show Girl) (1928)
- Nuovo mondo (This Is Heaven) (1929)
- Letti gemelli (Twin Beds) (1929)
- Manuelita (Romance of the Rio Grande) (1929)
- Angelo biondo (The Arizona Kid) (1930)
- Il lupo dei mari (The Sea Wolf) (1930)
- Anima e corpo (Body and Soul) (1931)
- Papà Gambalunga (Daddy Long Legs) (1931)
- Sob Sister (1931)
- Polly of the Circus (1932)
- Rebecca of Sunnybrook Farm (1932)
- La madonnina del porto (Tess of the Storm Country) (1932)
- Anime alla deriva (Bondage) (1933)
- Sogno d'estate (The Right to Romance) (1933)
- La donna nell'ombra (The Life of Vergie Winters) (1934)
- People Will Talk (1935)
- A Feather in Her Hat (1935)
- Sotto i ponti di New York (Winterset) (1936)
- La figlia perduta (Internes Can't Take Money) (1937)
- Pronto per due (Breakfast for Two) (1937)
- Cocoanut Grove (1938)
- Vacanze d'amore (Having Wonderful Time) (1938)
- The Arkansas Traveler
- Our Leading Citizen (1939)
- Aloma dei mari del sud (Aloma of the South Seas) (1941)
- Al di là dell'orizzonte (Beyond the Blue Horizon) (1942)
- Jack London (1943)
- Il diavolo nero (The Hairy Ape) (1944)
- Mexicana (1945)
- That Brennan Girl (1946)